# Priorato de Santa María del Coll de la Perxa
El priorato de Santa María del Coll la Perxa fue un antiguo priorato benedictino y hospital de peregrinos del municipio de La Cabanasse (Alta Cerdaña).
El conde Sunifredo de Cerdaña donó el lugar a la abadía de Arlés en 965, pero el priorato no consta hasta el fin del siglo XII, regido por un monje del monasterio de San Miguel de Cuixá a título de prior.
Por su situación tuvo la función de refugio de peregrinos y adquirió gran vitalidad el hospital, que ya en 1235 recibió privilegios del conde Nuño Sánchez. Cuidaban del priorato y hospital el prior con algunos hermanos, y vivían de la caridad de los fieles y de los derechos de pastos.
Fue destruido en parte en las luchas con los franceses de mediados del siglo XVII, después del tratado de los Pirineos dejó de depender de Cuixà y fue restaurado. En 1682 Luis XIV lo unió al Real Orden del Carmen y San Lázaro de Jerusalén y en 1696 dio sus rentas al hospital de pobres de Perpiñán.
Fue secularizado y, vendido en 1807, fue destruida la iglesia y el hospital. En la Cabanasse se guarda una imagen del siglo XVII con el nombre de Santa María de la Perxa, protectora de viajeros.